# Bourgneuf-en-Mauges
Bourgneuf-en-Mauges är en kommun i departementet Maine-et-Loire i regionen Pays de la Loire i nordvästra Frankrike. Kommunen ligger i kantonen Saint-Florent-le-Vieil som tillhör arrondissementet Cholet. År 2018 hade Bourgneuf-en-Mauges 655 invånare.

## Befolkningsutveckling
Antalet invånare i kommunen Bourgneuf-en-Mauges
| Referens: INSEE |